# Мундака-упанішада
«Мундака-упанішада» (санскр. मुण्डक उपनिषद्, Muṇḍaka Upaniṣad IAST) або «Мундакопанішад» (санскр. मुण्डकोपनिषद्, Muṇḍakopaniṣad IAST) — ведичний санскритський текст, одна з одинадцяти упанішад канону мукха, до якого належать найстародавніші Упанішади, прокоментовані Шанкаром. «Мундака-упанішада» пов'язується з «Атхарва-Ведою» і в каноні муктіка зі 108 основних Упанішад стоїть на п'ятому місці. 
«Мундака-упанішада» складається з 64 мантр — це одна з так званих «мантра-упанішад». Однак, як й інші упанішади цієї категорії й на відміну від багатьох мантр, «Мундака-упанішада» не призначалася для використання в проведенні ягій. Основним призначенням упанішад є навчання знання про брахмана, яке неможливо знайти ні проведенням ягій, ні поклонінням (упасаною). Можливо, назва цієї упанішади походить від слова мунда, яке в перекладі означає «голена голова». Йдеться про те, що для того, хто виявиться здатним збагнути сенс цієї Упанішади, всі ілюзії та хибні уявлення матеріального світу будуть збриті, подібно волоссю. «Мундака-упанішада» є першим текстом, в якому перераховуються шість веданг. 
На початку упанішади стверджується, що творець Всесвіту Брахма повідав її своєму синові Атхарві, той передав її Ангірасі, який, своєю чергою, передав це знання Шаунаці. Ця упанішада має вигляд діалогу між Ангирасою і Шаунакою.

## Цитата
Наступні цитати з Мундака Упанішад 3.2.3:
नायमात्मा प्रवचनेन लभ्यो 

न मेधया न बहुना श्रुतेन।

यमेवैष वृणुते तेन लभ्य-

स्तस्यैष आत्मा विवृणुते तनूं स्वाम्‌॥ ३॥

IAST: 

nāyamātmā pravacanena labhyo 

М. М. medhayā bahunā śrutena| 

yamevaiṣa vṛṇute Тена labhya- 

stasyaiṣa Атма vivṛṇute Танума Свамі ||3|| 

Ви не можете пізнати Верховну душу через роздуми, ерудицію, або вивчення Вед; 

Тільки через безпричинну милість вона розкриває його людині, кого вона приймає як свою власну. .

Або: 

Цей атман не можна осягнути вивченням Вед, 

ні розумом, ні довгим навчання. 

Той, хто вибирає атман, досягає атмана, 

що відкриває шукачу свою справжню природу.